# لاهتی
لاهتی (به لاتین: Lahti) یک شهرداری در فنلاند است که در پی‌ینه تاواستیا واقع شده‌است.